# Грязная кампания за честные выборы
«Грязная кампания за честные выборы» (англ. The Campaign, рус. Кампания) — комедия режиссёра Джея Роуча по сценарию Шоуна Харвэлла и Криса Хенчи, в главных ролях Уилл Феррелл и Зак Галифианакис. Премьера в США состоялась 10 августа 2012 года, в России фильм вышел 22 ноября 2012.

## Сюжет
Фильм рассказывает о двух конкурирующих политиках Кэме Брэйди (Уилл Феррелл) и Марти Хаггинсе (Зак Галифианакис), пытающихся победить на выборах, чтобы представлять свой небольшой штат Северная Каролина в Палате представителей США.
Кэм Брэди, который является довольно знаменитым политиком и уже в пятый раз подряд планирует быть избранным в американский Конгресс, желает принять участие в предстоящих выборах. Он выдвигает свою кандидатуру и уверен на все сто процентов в своей будущей победе. Ведь он — единственный кандидат, да и выборы — всего-навсего формальность. Однако не в этот раз.
Чудак по имени Марти Хаггинс, работающий турагентом, подаёт заявку на участие в предстоящих выборах за пару дней до официального начала выборной кампании. Отныне у Кэма Бреди — опытного политика, появляется необычный конкурент, который, так же, как и он, готов сделать всё ради победы на предстоящих выборах и получить должность конгрессмена.

## В ролях
- Уилл Феррелл — Кэм Брэйди[4]
- Зак Галифианакис — Марти Хаггинс[4]
- Дилан Макдермотт — Тим Уэттли
- Кэтрин Ланаса — Роуз Брэди
- Джейсон Судейкис — Митч[5]
- Брайан Кокс — Рэймонд
- Джон Литгоу — Глен Моч[6]
- Дэн Эйкройд — Уэйд Моч
- Сара Бейкер — Мици Хаггинс
- Мэдисон Вульф — Джессика Брэйди
- Джошуа Лоусон — Трипп

## Саундтрек
Песня группы Green Day 99 Revolutions из альбома ¡Tré! звучит в финальных титрах.

## Съёмки
Съёмки фильма проходили в Новом Орлеане.